# Cavasagra
Cavasagra è una frazione di Vedelago, in provincia di Treviso, di circa 2 000 abitanti cui fanno parte anche le borgate di Carpenedo e Viciliege.
Tra il 1867 e il 1871 fu sede municipale, sotto la denominazione di Sant'Andrea di Cavasagra.
Il principale monumento è villa Corner della Regina.

## Origini del nome
Varie sono le ipotesi circa l'origine del curioso nome del paese. È probabile che la "r" del vocabolo Cavasagra non sia originale, tanto che antichi testi fanno riferimento a: 
- Cavaxiaga, Cavaxaga, Cavassalea o Cavasaxea ("cava sassea", in riferimento agli scavi di materiale di costruzione)
- Cava sacra "Da una vasta cava eseguita nel terreno sacro in occasione d'un'epidemia per riporvi i cadaveri del vicino ospedaletto"[5]. Si parla anche di "Hospitale de Cavaxaga".
- Dalla fama della festa patronale, tanto che il paese fu a lungo conosciuto come "Sant'Andrea". "Dalla sua chiesa titolata a Sant'Andrea, nella cui sagra o festa, molti vi concorrevano, trasse l'attuale suo nome".[6]

## Storia

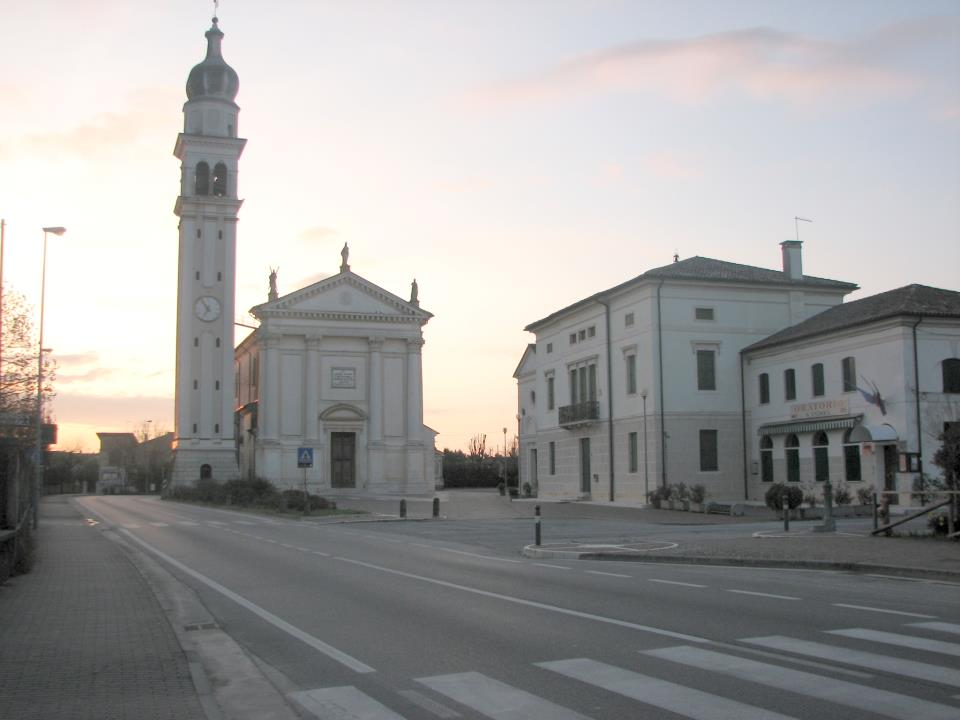
La piazza General Caviglia di Cavasagra, all'alba (2013)

Il territorio di Cavasagra è abitato da almeno 5-6 000 anni. Resti archeologici d'epoca preistorica furono ritrovati nell'area del Palù, la palude che fino all'inizio del Novecento occupava l'area meridionale del paese. Alcuni ritrovamenti sono avvenuti in località Fossa Storta, non distante dalle sorgenti del fiume Sile: strumenti in selce, lame di media grandezza, raschiatoi, apici di falcetti, punte di frecce, diverse macine da mulino in pietra arenaria e un'ascia in marmo serpentino verde. Questi oggetti sono da iscrivere al Neolitico e cioè a 4.550 – 3.000 anni avanti Cristo. Alle sorgenti del Sile, a sud di Cavasagra, in una zona paludosa, è stato trovato materiale vario in argilla e selce appartenuto ad un insediamento palafitticolo disposto a semicerchio. Da questo sito, ascrivibile al periodo Eneolitico (3.000 – 1.800 anni a.C.) sono emersi resti di materiale organico come ossa di animali domestici e avanzi di cibo, selci lavorate, raschiatoi e vasi di argilla appartenenti a una necropoli. L'insediamento doveva contare sette-ottomila persone.
La prima menzione scritta alla località risale all'anno 997.
È meno noto che alcune persone del luogo parteciparono ai moti del 1848, nella difesa cioè della Nuova Repubblica Veneta di San Marco, proclamata da Daniele Manin. Di Cavasagra sono i caduti Catterino Basso e Luigi Vettori, il primo nella difesa del forte di Marghera, il secondo nella difesa di Venezia.
Durante il Plebiscito del Veneto del 1866 a Cavasagra, un austriacante inneggiò pubblicamente all'Impero e venne tradotto nel carcere di Castelfranco.

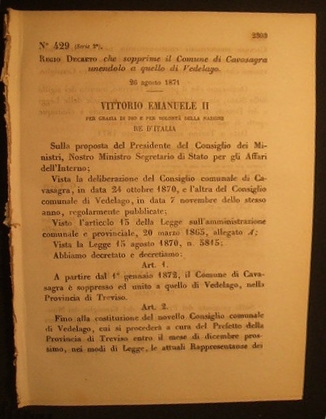
Regio Decreto 429 del 1871 che sopprime il Comune di Cavasagra

Tra il 1867 e il 1871 a Cavasagra fu sede municipale, sotto la denominazione di Comune di Sant'Andrea di Cavasagra. A Cavasagra venne infatti trasferita la sede dell'ex comune di Albaredo. Il Comune fu poi soppresso e integrato a Vedelago. Una decisione che suscitò non poche polemiche e resistenze. Scrisse ad esempio il conte Persico sulla Gazzetta di Venezia: "si rileva, che il comune di S. Andrea di Cavasagra ha una superficie di P.M. 31333:69 una rendita censuaria di L. 63043:52 ed una popolazione di 3 493 abitanti, e che l'altro comune di Vedelago ha una superficie di P.M. 27676:01, una rendita censuaria di L.54208:74 ed una popolazione di 2 027 abitanti. Quando si eccettui il Capoluogo del distretto (Castelfranco Veneto, ndr) si vede che tra la popolazione, la superficie e la rendita degli altri sei Comuni non corrono grandi differenze. [...] Dunque è manifesto per la ragione delle cifre che il Comune di Vedelago, e più ancora quello di S. Andrea, non possono qualificarsi Comuni esigui e tali per cui si presenti, nonché il bisogno, l'opportunità della loro unione".
Nella seconda metà dell'Ottocento, era in funzione a Cavasagra uno dei pochi molini dell'area.
Poco dopo venne aperta la prima linea ferroviaria che attraversava la frazione: nel 1877 fu inaugurata la Vicenza-Treviso con stazione ad Albaredo. Anche in questo caso tra le proteste, in quanto i residenti hanno inutilmente chiesto un'ulteriore stazione nei pressi della borgata di Carpenedo.
La storia del paese nella prima metà del Novecento è legata a doppio filo al conte Antonio Frova ed alla sua famiglia. Il conte arrivato a Cavasagra da Milano nel 1902, acquistando dai conti Persico la villa Corner e la relativa tenuta agricola: 80 case e 620 ettari, lavorati da 133 famiglie. Frova promosse opere di bonifica e il rinnovamento dei sistemi di coltivazione. Innovazioni non sempre comprese e positivamente valutate dai contadini del posto.
Il 30 novembre del 1907 la villa fu teatro di una rivolta contadina contro il conte Frova: una cinquantina di rivoltosi, incolpati dell'incendio della barchessa, finirono in carcere per tre mesi e solo grazie al monsignor Angelo Brugnoli furono liberati. I Frova hanno poi venduto le proprietà nel 1946.

### Rivolta di Cavasagra (novembre 1907)
Esistono molti resoconti storici che descrivono il "grave fatto" avvenuto a Cavasagra sabato 30 novembre 1907. Verso la mezzanotte la villa Persico ora Frova, al suono della campana a martello, fu assalita da contadini infuriati che divelsero i cancelli, atterrarono le statue del giardino, devastarono le serre e le adiacenze e per ultimo appiccarono il fuoco alla scuderia e fienile. Era la notte di Sant'Andrea e la descrizione riporta le parole del sindaco dell'epoca, in una sua relazione. L'interrogativo era se si trattava di un movimento spontaneo di protesta di contadini esasperati dai metodi del padrone, oppure una sommossa provocata ad arte da "mestatori" guidati da interessi politici o particolari.
Il padrone era Antonio Frova, ex guardaboschi bergamasco, il quale aveva acquistato pochi anni prima, nel 1903, la tenuta e la villa della contessa Persico. Già il cambio di proprietario aveva suscitato molte preoccupazioni negli affittuari, che dal nuovo padrone "non possono ripromettersi se non un forte aumento sui fitti", come si legge in un documento della locale fabbriceria. L'aumento arriva puntuale negli anni seguenti, dopo che Frova ha introdotto alcune migliorie, bonifiche di terreni, una diversa rotazione delle colture ed ha riempito le stalle di bestiame. Non è più la tradizionale gestione paternalistica dei vecchi nobili; di essa forse rimane soltanto la pretesa di "ubbidienza assoluta" e di onoranze ed obbligazioni (carriaggi, lavori a 60-80 centesimi al giorno), sempre meno tollerate dai contadini. Solo il padrone, poi, può provvedere all'acquisto di concimi chimici ed all'assicurazione del frumento contro i danni della grandine, naturalmente a spese degli affittuari. Delle loro condizioni economiche si preoccupa fino ad un certo punto, si limita a raccomandare "la massima pulizia nelle case, nei cortili e nelle stalle"; ma se in caso di rimostranze fa rispondere dal suo legale: "Emigrate in America!"
I cambiamenti introdotti, che nei primi anni portano più che altro nuovi oneri per i contadini, il diverso tipo di rapporti con il padrone, di cui pure si riconosce la competenza, suscitano malumori e proteste. Spuntano scritte sui muri e volano sassate contro la villa, viti e gelsi vengono tagliati di notte.
Poco dopo l'ultimo aumento dei fitti, nel San Martino del 1907, scatta l'assalto alla villa. C'è subito un forte dispiegamento di forza pubblica. "Entro poche ore Cavasagra era in una sorta di stato d'assedio: pompieri per spegnere l'incendio, cinquanta carabinieri, uno squadrone del 4* Genova Cavalleria e 300 soldati".
Una sessantina di contadini vengono arrestati, ma le indagini non approdano a risultati concreti e qualche mese dopo gli indiziati sono tutti scarcerati. Grazie soprattutto all'intervento del Vescovo, del suo Cancelliere don Brugnoli, e del Parroco, don Luigi Perizzolo. Il Tribunale dichiara il "non luogo a procedere per non privata vita". Frova ottiene la solidarietà e l'appoggio della gerarchia ecclesiastica, delle autorità e degli organi di stampa, concordi nel riprovare pubblicamente i fatti.
Dopo aver pensato di vendere tutta la sua tenuta (e don Brusatin stesso entra per un certo tempo in trattativa), Frova decide di rimanere e giunge a concludere un nuovo e migliore contratto con i dipendenti. "Circa gli autori dei misfatti regna un mistero impenetrabile... V'è chi suppone l'opera intelligente di persone estranee, forse era questa la via che doveva battere l'autorità giudiziaria per conchiudere meglio la sua istruttoria", annota il Vescovo in occasione della visita pastorale dell'8 ottobre 1908.
I sospetti cadono, infatti, sui socialisti di Castelfranco infiltratisi tra i contadini; e la tesi sarebbe avvalorata anche da una testimonianza di don Ferdinando Pasin. Certo un'organizzazione ci dev'essere senz'altro stata: lo fa capire la numerosa partecipazione alla sommossa, la scelta della notte della sagra del paese, il prolungato suono delle campane a martello, l'azione di ostacolo all'arrivo degli aiuti.  Ma sull'attribuzione della responsabilità c'è qualche dubbio: don Pastega infatti, allora parroco alla Pieve di Castelfranco, confessa, nel suo diario, di aver subito saputo "pochi giorni dopo il delittuoso incendio, il nome delle persone maggiormente responsabili" e di averli comunicati a persona influente della Curia, che "soffocò possibili strascichi". Se si fosse trattato veramente di socialisti, forse le cose non sarebbero andate come andarono, visto anche i rapporti conflittuali che don Pastega aveva a Castelfranco con gli esponenti di quel partito.
L'episodio, comunque, fa molto scalpore per l'inatteso e inconsulto scoppio di violenza e ha un'eco in Parlamento a Roma. Testimoniava soprattutto lo stato di esasperazione a cui erano giunti i contadini veneti, ma è anche una riprova del ruolo svolto dal clero, ancora in grado di far opera di pacificazione.

### Costruzione della scuola primaria
Dopo la morte di Antonio Frova (1920) i figli Arturo, Camillo e Carla hanno voluto onorarne la memoria donando al paese la scuola elementare, ora non più in uso, che domina la piazza del Paese. L'edificio, opera degli architetti veneziani Berti e Lorenzetti, è stato inaugurato nel 1925. Poi ristrutturata, la scuola primaria Cavasagra disponeva di cinque aule, un laboratorio grafico-pittorico, uno di informatica e video e uno di scienze, con i relativi sussidi.

### Comando della Ottava e Decima Armata
Nel corso della prima guerra mondiale, la villa Frova, (ora Corner della Regina) fu sede di comando della Ottava Armata italiana ( ex 2 Armata ), guidata dal Generale Giuseppe Pennella,(dall'inizio marzo 1918 e fino alla fine della battaglia del Montello) e in seguito dal generale Enrico Caviglia. Al suo arrivo nella Villa Frova, il 23 giugno 1918, il generale (E. Caviglia) prese per la prima volta possesso del comando d'armata che guidò, con la decima,  alla vittoria finale nell'ottobre 1918. La permanenza a Cavasagra rappresentò quindi un passaggio importante nella carriera di Caviglia.
A ricordo dell'episodio storico rimangono i 2 cannoni austriaci che tuttora adornano il viale d'ingresso di villa Corner, una targa ricordo a Caviglia all'ingresso della villa, la denominazione della piazza principale del paese, che porta proprio il nome del generale Enrico Caviglia.
Scrive Leonardo Lanaro che "[...] in paese si erano in qualche modo sistemati buffi scozzesi in gonnellino e Arditi prepotenti. Tra un'impresa e l'altra avevano compiuto soste nelle retrovie e si erano dedicati ad esercitazioni con bombe a mano; e il luogo più adatto era ovviamente un angolo del Palù, quelle terre maledette che non si lasciavano coltivare. [..] Ora la villa era tornata ai Frova, Caviglia era stato decorato e degli Arditi rimaneva solo qualche figlio regalato a ragazze sfortunate".

### Bonifica del "Palù"
Molto importanti per lo sviluppo del paese furono le bonifiche della zona paludosa del Palù. L'area delle sorgenti del Sile era infatti un vasto bacino, straordinariamente ricco d'acqua e altrettanto insalubre, ma che consentiva l'allevamento di rane, pesci d'acqua dolce, ma persino di gamberi e gamberetti. C'è chi sperimentò, con poco successo, l'impiantazione di risaie. Tutti esperimenti poco fortunati. "Se la bonifica definitiva della zona sorgenti è avvenuta in questo secolo (il Novecento, ndr), le prime opere di sistemazione agraria della grande palude risalgono all'inizio del '700" La fase più importante delle bonifiche inizia però nel 1927: con il regio decreto 27.10.1927 venne costituito il Consorzio di Bonifica Destra Sile Superiore. Determinante fu l'eliminazione o il ridimensionamento dei mulini che impedivano il deflusso delle acque, dal Munaron a Casacorba al mulino di Morgano. L'opera di bonifica continuò per decenni con l'utilizzo di draghe, gli interventi sul canale Corbetta, fino alla conclusione definitiva con lo scavo del canale Gronda. Si tratta dell'ultimo importante intervento, avvenuto tra il 1966 e il 1969, che ha consentito di risolvere definitivamente il problema aprendo alla coltivazione intensiva.
All'inizio degli anni duemila a Cavasagra è stato costruito un fitodepuratore, finanziato e promosso dal Comune di Vedelago. L'impianto, di nuova concezione, non è mai però entrato pienamente in funzione a causa di numerosi problemi tecnici a lungo irrisolti.

### Boom economico e ritorno all'emigrazione
Cavasagra stata a lungo terra d'emigrazione, almeno fino al ventennio fascista: molte le famiglie che hanno cercato fortuna in America Latina (Argentina e Brasile innanzitutto), Australia, Germania, Francia e Svizzera. Un fenomeno arrestatosi con il boom economico e demografico durato dal secondo dopoguerra fino alla fine degli anni novanta del Novecento, con la progressiva scomparsa dell'agricoltura come professione, mentre sempre più cavasagresi trovavano impiego nelle fabbriche di Castelfranco Veneto, nei calzaturifici di Montebelluna e nelle tante piccole aziende dei distretti produttivi locali.
La crisi economica che ha segnato i primi anni Duemila ha nuovamente duramente colpito il paese. A differenza di allora, quando partivano contadini semianalfabeti, ad andarsene in questo periodo sono soprattutto giovani laureati. Le mete sono ancora Germania, Inghilterra e Francia, ma anche i paesi dell'Europa dell'Est, Australia e America Settentrionale.

## Monumenti e luoghi d'interesse
Il principale monumento del paese è villa Corner della Regina, una villa veneta che sorge a ovest del paese, circondata da un elegante giardino all'italiana, arredato da gruppi di statue, una piscina monumentale e un lungo filare prospettico che corre verso le sorgenti del Sile.
La piazza principale è dominata dalla Chiesa dedicata a sant'Andrea, col vicino slanciato campanile, che ospita una apprezzata pala del Cinquecento dedicata al santo titolare. Sulla piazza si affacciano altri due imponenti edifici: la scuola elementare "Antonio Frova" e la più moderna scuola paritaria dell'infanzia “Maria Immacolata” di Cavasagra.
Un paio di chilometri a sud del centro della località scorre il fiume Sile. L'area è considerata di interesse naturalistico ed è protetta dalla Regione Veneto, come Parco Regionale. Anche a Cavasagra, così come nella vicina Casacorba, si trovano alcuni fontanassi, le risorgive da cui il Sile sgorga.
D'interesse anche le campagne a nord del paese, dove si possono vedere interessanti esempi dell'antica sistemazione a piantata in cui gli appezzamenti sono suddivisi da filari di gelsi che talvolta, ma sempre meno diffusi, sostengono ancora le viti. Al confine con Ospedaletto, nei pressi delle Case Ballao, si possono ammirare alcuni giganteschi cipressi di Palude, di età plurisecolare: si tratta di una specie importata dall'America nel Seicento; la loro età e dimensione li rende di particolare interesse sotto il profilo botanico.

### Villa Corner della Regina

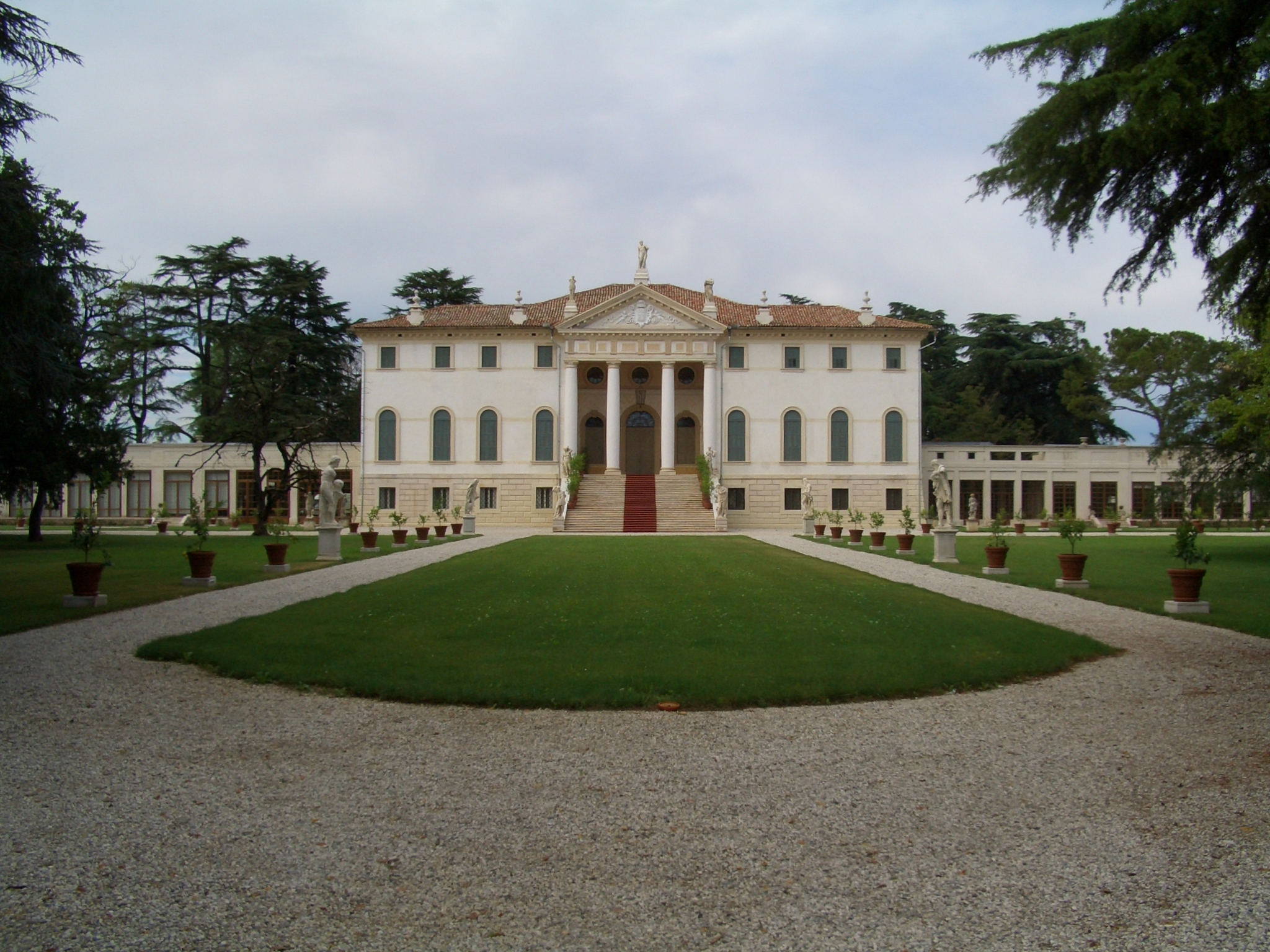
Villa Corner della Regina

Villa Corner è una villa veneta di impronta palladiana, di origine cinquecentesca e ultimata dall'architetto Francesco Maria Preti nel Settecento per Pietro Corner.

### Chiesa di Sant'Andrea
La fondazione della chiesa di Cavasagra, dedicata a Sant'Andrea, si può far risalire al XII secolo. Molti sono i documenti che la riguardano ma nulla si sa di come fosse in origine e quali opere d'arte contenesse. Si suppone che l'attuale pala d'altare raffigurante Sant'Andrea, fra San Girolamo e S. Maria Maddalena, sia in verità un'opera cinquecentesca commissionata proprio per questa chiesa. Il dipinto, molto originale dal punto di vista iconografico, è di ottima qualità pittorica, tanto che è stato a lungo attribuito al Cima da Conegliano. Un'attribuzione voluta da Luigi Crico, oggi considerata non attendibile. Rimane più credibile l'attribuzione di M. Lucco (1978) al veronese Domenico Capriolo (1494-1528).
Le uniche notizie certe riguardanti l'edificio originale risalgono al 1580: allora la chiesa era lunga 50 piedi e larga 2. Negli stessi anni è menzionata la chiesa campestre di San Giacomo a Carpenè (oggi Carpenedo). Nel 1673 viene costruito il nuovo campanile. Nel 1818 viene posta la prima pietra della nuova chiesa che, tuttavia “precipitò a terra per mala costruzione dell'architetto”. Così si dovette attendere il 1824 per l'attuale chiesa. Lo slanciato campanile fu costruito nel 1893.

## Eventi
La sagra paesana è dedicata alla Madonna del Rosario e si svolge a ottobre. Nella prima domenica di ottobre, a Cavasagra si teneva inoltre tradizionalmente la festa dei Pomi ingranài (Melograni), appuntamento oggi dimenticato. Dagli anni settanta si svolge invece nella borgata di Carpenedo una popolare "Festa della Birra".
A Cavasagra, presso le Barchesse di villa Corner, ha sede l'associazione culturale Veneto Jazz, promotrici di concerti e rassegne jazzistiche in tutto il Veneto.